# S&P/TSX 60
L'indice S&P/TSX 60 (S&P/TSX 60 Index en anglais), appelé souvent simplement S&P/TSX 60, est un indice boursier qui regroupe les soixante valeurs les plus importantes de la bourse de Toronto (TSX). Il est géré par la société-conseil Standard & Poor's.

## Composition
Composition : 18 avril 2019
| Symbole      | Compagnie                               | Secteur                       |
| ------------ | --------------------------------------- | ----------------------------- |
| TSX : AEM    | Agnico-Eagle                            | Matériaux                     |
| TSX : AQN    | Algonquin Power and Utilities           | Services                      |
| TSX : CM     | Banque canadienne impériale de commerce | Finance                       |
| TSX : BMO    | Banque de Montréal                      | Finance                       |
| TSX : NA     | Banque nationale du Canada              | Finance                       |
| TSX : RY     | Banque royale du Canada                 | Finance                       |
| TSX : BNS    | Banque Scotia                           | Finance                       |
| TSX : TD     | Banque Toronto-Dominion                 | Finance                       |
| TSX : ABX    | Barrick Gold                            | Matériaux                     |
| TSX : BHC    | Bausch Health                           | Santé                         |
| TSX : BCE    | BCE                                     | Télécommunications            |
| TSX : BBD.B  | Bombardier                              | Industriel                    |
| TSX : BAM.A  | Brookfield Asset Management             | Finance                       |
| TSX : BIP.UN | Brookfield Infrastructure Partners      | Utilitaires                   |
| TSX : CCO    | Cameco                                  | Matériaux                     |
| TSX : CNQ    | Canadian Natural Resources              | Énergie                       |
| TSX : CTC.A  | Canadian Tire                           | Consommation Cyclique         |
| TSX : CNR    | Canadien National                       | Industriel                    |
| TSX : CP     | Canadien Pacifique                      | Industriel                    |
| TSX : WEED   | Canopy Growth                           | Santé                         |
| TSX : CCL.B  | CCL Industries                          | Consommation Cyclique         |
| TSX : CVE    | Cenovus                                 | Énergie                       |
| TSX : GIB.A  | CGI                                     | Technologies de l'Information |
| TSX : CSU    | Constellation Software                  | Technologies de l'Information |
| TSX : ATD.B  | Couche-Tard                             | Consommation de Base          |
| TSX : DOL    | Dollarama                               | Consommation de Base          |
| TSX : EMA    | Emera                                   | Utilitaires                   |
| TSX : ENB    | Enbridge                                | Énergie                       |
| TSX : ECA    | Encana                                  | Énergie                       |
| TSX : FM     | First Quantum Minerals                  | Matériaux                     |
| TSX : FTS    | Fortis                                  | Utilitaires                   |
| TSX : FNV    | Franco-Nevada Corporation               | Matériaux                     |
| TSX : WN     | George Weston                           | Consommation de Base          |
| TSX : GIL    | Gildan                                  | Consommation Cyclique         |
| TSX : HSE    | Husky Energy                            | Énergie                       |
| TSX : IMO    | L'Impériale Esso                        | Énergie                       |
| TSX : IPL    | Inter Pipeline                          | Énergie                       |
| TSX : K      | Kinross Gold                            | Matériaux                     |
| TSX : L      | Loblaw                                  | Consommation de Base          |
| TSX : MG     | Magna International                     | Consommation Cyclique         |
| TSX : MFC    | Manuvie                                 | Finance                       |
| TSX : MRU    | Metro                                   | Consommation de Base          |
| TSX : NTR    | Nutrien                                 | Matériaux                     |
| TSX : OTEX   | OpenText                                | Technologies de l'Information |
| TSX : PPL    | Pembina Pipeline                        | Énergie                       |
| TSX : POW    | Power Corporation du Canada             | Finance                       |
| TSX : QSR    | Restaurant Brands International         | Consommation Cyclique         |
| TSX : RCI.B  | Rogers Communications                   | Télécommunications            |
| TSX : SAP    | Saputo                                  | Consommation de Base          |
| TSX : SJR.B  | Shaw Communications                     | Télécommunications            |
| TSX : SHOP   | Shopify                                 | Technologies de l'Information |
| TSX : SNC    | SNC-Lavalin                             | Industriel                    |
| TSX : SLF    | Sun Life                                | Finance                       |
| TSX : SU     | Suncor                                  | Énergie                       |
| TSX : TRP    | TC Energy                               | Énergie                       |
| TSX : TECK.B | Teck Resources                          | Matériaux                     |
| TSX : T      | Telus                                   | Télécommunications            |
| TSX : TRI    | Thomson Reuters                         | Finance                       |
| TSX : WCN    | Waste Connections                       | Industriel                    |
| TSX : WPM    | Wheaton Precious Metals                 | Matériaux                     |